# Erin Densham
Erin Densham (Camden, 3 de mayo de 1985) es una deportista australiana que compitió en triatlón. 
Participó en los Juegos Olímpicos de Londres 2012, obteniendo la medalla de bronce en la prueba femenina individual. Ganó dos medallas en el Campeonato de Oceanía de Triatlón, oro en 2007 y bronce en 2012.

## Palmarés internacional
| Juegos Olímpicos      | Juegos Olímpicos      | Juegos Olímpicos  | Juegos Olímpicos |
| Año                   | Lugar                 | Medalla           | Prueba           |
| --------------------- | --------------------- | ----------------- | ---------------- |
| 2012                  | Londres (Reino Unido) | Medalla de bronce | Individual       |
| Campeonato de Oceanía |                       |                   |                  |
| Año                   | Lugar                 | Medalla           | Prueba           |
| 2007                  | Geelong (Australia)   | Medalla de oro    | Individual       |
| 2012                  | Devonport (Australia) | Medalla de bronce | Individual       |